# Prugovac (Serbia)
Prugovac (cyr. Пруговац) – wieś w Serbii, w okręgu niszawskim, w gminie Aleksinac. W 2011 roku liczyła 237 mieszkańców.